# トリシア・トヨタ
トリシア・トヨタ（Tritia Toyota、1947年3月29日 - ）は、アメリカ合衆国ロサンゼルスで活躍した元テレビニュースキャスター。現在はカリフォルニア大学ロサンゼルス校（UCLA）で人類学、アジア系アメリカ人研究、メディアの非常勤助教授を務めている。

## 略歴
オレゴン州ポートランド生まれ。1970年にカリフォルニア大学ロサンゼルス校でジャーナリズムの修士号を取得し、後に人類学の博士号を取得した。

## キャリア
1970年にロサンゼルスにあるKNX-AMのラジオリポーターとして、放送キャリアの一歩を踏み出した。1972年1月、KNBCの遊軍リポーターとして雇われた。1975年に同局で週末版アンカーに就任、1977年に17:00のニュースに、1978年に23:00のニュースのキャスターに昇格した。
1985年3月にKNBCを退職し、契約間の標準的な3ヶ月の期間後、KCBS-TVでニュースキャスターとして就任し、そこで仲間のKNBC時代の同窓生（ジェス・マーロウとジョン・シューベック）の多くと再会した。
当初は18:00と23:00のニュースのアンカーを務めていたが、1990年代の初めから半ばまでに、朝と正午のニュースに追いやられた。1999年11月17日、ロサンゼルス・タイムズは、トヨタがKCBSを退職し、かつて、1999年9月と10月の早朝と正午のニュース番組から解任されたと報じた。同記事はまた、トヨタが同局で続ける機会を提供され、それを辞退したことを報じた。
1981年、トヨタはリポーターのビル・シン、ナンシー・ヨシハラ、デビッド・キシヤマ、フランク・クワン、ドワイト・シューマンと共に、アジア系アメリカ人ジャーナリスト協会を設立した。現在、カリフォルニア大学ロサンゼルス校（UCLA）のアジア系アメリカ人研究科の非常勤教授を務めている。2009年に「アメリカを想像する：新しい中国系アメリカ人と帰属の政治（Envisioning America: New Chinese Americans and the Politics of Belonging）」という本を出版した。

## 私生活
マイケル・ヤマキと結婚し、ロサンゼルス地域に住んでいる。

## 文化的影響
ロサンゼルスのパンク・ロックバンド、ザ・ディッキーズは「I'm Stuck in a Pagoda with Tricia Toyota」という曲を録音した。トヨタの名のつづりの間違い（実際はTritia）が故意だったのか偶然だったのかは不明である。
また、ロサンゼルスのヒップホップグループ、ピープル・アンダー・ザ・ステアーズで2002年のアルバム「O.S.T. (アルバム)」の曲「The L.A. Song」でも取り上げられている。
アニメ『ファミリー・ガイ』に登場するテレビニュースリポーターのトリシア・タカナワは、少なくとも部分的にはトヨタに触発された可能性があり、KTTV（FOX系列）のリポーターであるトリシア・タカスギも、キャラクターの由来として提案されている。